# Gérald Gorridge
Gérald Gorridge, né le 27 septembre 1957 à Munich et mort le 9 mars 2018 à Poitiers,, est un auteur de bande dessinée français.

## Biographie
Il fait ses débuts dans le journal Métal hurlant avec Olycka la dame de Lettonie, sur un scénario de Francis Subercaze.
Avec Les Tristes Conséquences d’un échec du Sire de Bougainville (Métal Hurlant 91-92, 1987, scénario Francis Subercaze), récit qui évoque la guerre des Malouines, il produit une des premières bandes dessinées à tirer parti de l'image numérique.
Il a enseigné la bande dessinée à l'école européenne supérieure de l'image à Angoulême pendant plus de trente ans, et a animé régulièrement des ateliers de bande dessinée au Vietnam.

Passionné par l'Asie, il a participé à faire connaître le maître chinois He Youzhi au public français, et a entretenu des échanges réguliers entre France et Vietnam autour de la bande dessinée. Il signait parfois ses dessins d'un monogramme en vietnamien : Ma Xó Hà Nội, ce qui signifie littéralement « Fantôme du coin de Hanoï ».

Son décès précoce est dû à un accident vasculaire cérébral.

## Publications
- Gérald Gorridge (dessin) et Francis Subercaze (scénario), Histoire sans titre, Paul Lamontellerie, 1976
- Gérald Gorridge (dessin) et Francis Subercaze (scénario), Olycka la dame de Lettonie, Bordeaux, La Litote, 1986 (ISBN 2-905842-01-6)
- Gérald Gorridge, Les fantômes de Hanoï, Bruxelles/Paris, Casterman, 2006, 56 p. (ISBN 2-203-39166-9)
- Gérald Gorridge, Créer une BD, Paris, First, coll. « Pour les nuls », 9 décembre 2010, 392 p. (ISBN 978-2-7540-1883-8)
- Gérald Gorridge, Mangeur de feu, Golfe-Juan, Les enfants rouges, 2016, 64 p. (ISBN 978-2-35419-088-0)